# 총의 분노
《총의 분노》(영어: Steele Justice)는 미국에서 제작된 로버트 보리스 감독의 1987년 액션 영화이다. 마틴 코브, 실라 워드 등이 출연하였고, 존 스트롱 등이 제작에 참여하였다.

## 출연
- 마틴 코브
- 실라 워드
- 로니 콕스
- 버니 케이시
- 조지프 캠퍼넬라
- 잰 갠 보이드
- 섀넌 트위드
- 케빈 게이지
- 세라 더글러스
- 오순택
- 아이린 추

## 기타 제작진
- 협력 제작: 존 A. 오코너
- 배역: 폴 벤투라